# Asilomorpha
Infrare Asilomorpha podreda Brachycera je velika i raznovrsna grupa muva, koji sadrži najveći deo nemuskoidnih  Brachycera. Larve asilomorfa su takođe izuzetno raznolike po navikama.

## Spoljašnje veze
- The Tree of Life Web Project: Brachycera

 Медији везани за чланак Asilomorpha на Викимедијиној остави